# Ryszard Sadkowski
Ryszard Sadkowski (ur. w 1955) – polski lekkoatleta specjalizujący się w biegach sprinterskich.

## Osiągnięcia
- Mistrzostwa Polski seniorów w lekkoatletyce (5 medali))
  - Poznań 1979
    - brązowy medal w biegu na 200 m
    - brązowy medal w sztafecie 4 × 100 m

  - Zabrze 1981
    - brązowy medal w sztafecie 4 × 100 m

  - Bydgoszcz 1983
    - srebrny medal w sztafecie 4 × 100 m

  - Lublin 1984
    - brązowy medal w sztafecie 4 × 100 m

- Mistrzostwa Armii Zaprzyjaźnionych w lekkoatletyce
  - Poczdam 1979
    - złoty medal w sztafecie 4 × 100 m

## Rekordy życiowe
- bieg na 100 metrów
  - stadion – 10,4 (Sopot 1979)
- bieg na 200 metrów
  - stadion – 21,2 (Bydgoszcz 1980)